# Fabal (Taramundi)
Fabal es una aldea de la parroquia de Ouria, concejo de Taramundi, en la comarca del Eo-Navia, Principado de Asturias, España.